# Literatura ghanesa
La literatura ghanesa es la producida por autores de Ghana o de la diáspora ghanesa. Dicha literatura comienza con una larga tradición oral, estuvo fuertemente influenciada por la literatura occidental durante el dominio colonial y se hizo prominente con una tradición nacionalista poscolonial a mediados del siglo XX.  Actualmente, la comunidad literaria continúa con una red diversa de voces, tanto dentro como fuera del país, incluso en el cine, el teatro y los formatos digitales modernos como los blogs.  
Entre los autores más destacados, la literatura ghanesa cuenta con los novelistas J.E. Casely Hayford, Ayi Kwei Armah y Nii Ayikwei Parkes, los cuales obtuvieron reconocimiento internacional con los libros Etiopía Unbound (1911), The Beautifulful Ones Are Not Yet Born (1968) y Tail of the Blue Bird (2009), respectivamente.  Además de las novelas, otras artes y géneros literarios como el teatro y la poesía también han tenido un muy buen desarrollo y apoyo a nivel nacional con destacados dramaturgos y poetas Joe de Graft y Efua Sutherland . 
El programa de radio sobre literatura nacional de Ghana y la publicación que lo acompaña, Voices of Ghana (1955-1957), fue uno de los primeros en el continente africano y ayudó a establecer el alcance de la tradición literaria contemporánea en Ghana. Los estudios sobre el África anglófona a veces favorecen la literatura de otras geografías, como la literatura de Nigeria. 